# I Tche-min

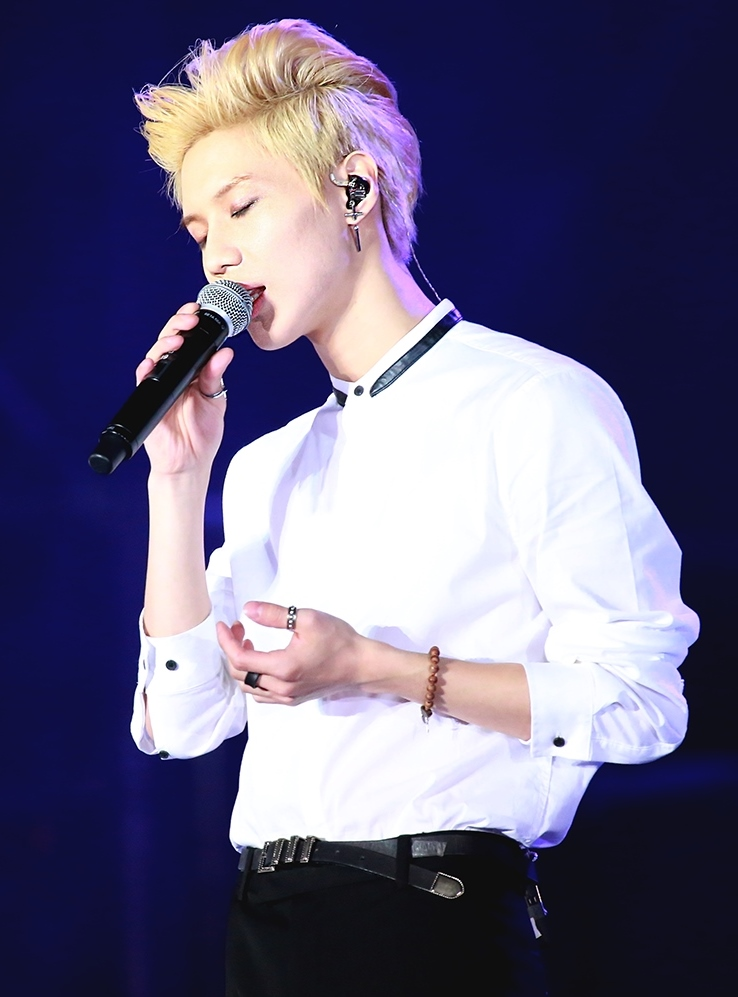
I Tche-min na SMTown Live World Tour IV II na Tchaj-wanu

I Tche-min (* 18. července 1993), známý spíše jako Taemin, je jihokorejský zpěvák, tanečník a herec. Debutoval jako zpěvák a hlavní tanečník ve skupině SHINee v květnu 2008. V roce 2009 započal svou hereckou kariéru s MBC komedií Tae Hee, Hye Kyo, Ji Hyun, kde ztvárnil Junsu. Od roku 2019 je také členem superskupiny SuperM složenou ze členů skupin fungujících pod společností SM Entertainment.
Taemin debutoval jako sólový umělec 15. srpna 2014.
Jeho první EP s názvem Ace vydal 18. srpna 2014 spolu s titulní skladbou „Danger“. 23. února, 2016, Taemin zahájil své první studiové album, Press it, kde představil titulní skladbu „Press Your Number“.

## Mládí
Taemin se narodil 18. července, 1993 v Soulu, Jižní Korea. V roce 2005 byl objeven společností SM Entertainment po úspěšném konkurzu na SM Open Weekend Audition Casting ve věku 12 let. V roce 2007 studoval čínštinu v Pekingu v Číně.

## Osobní život
V březnu 2011 přešel do Hanlim Multi Art School z jeho předchozí školy, Chungdam High School, aby se mohl držet hektického rozvrhu se SHINee. Školu dokončil v únoru 2012, ale nebyl schopen se účastnit ceremoniálu kvůli činnosti SHINee. V současné době studuje obor Muzikál a Film, na Myongji University. Je věřící římského katolicismu a jeho křestní jméno je Francesco (František).

## Kariéra

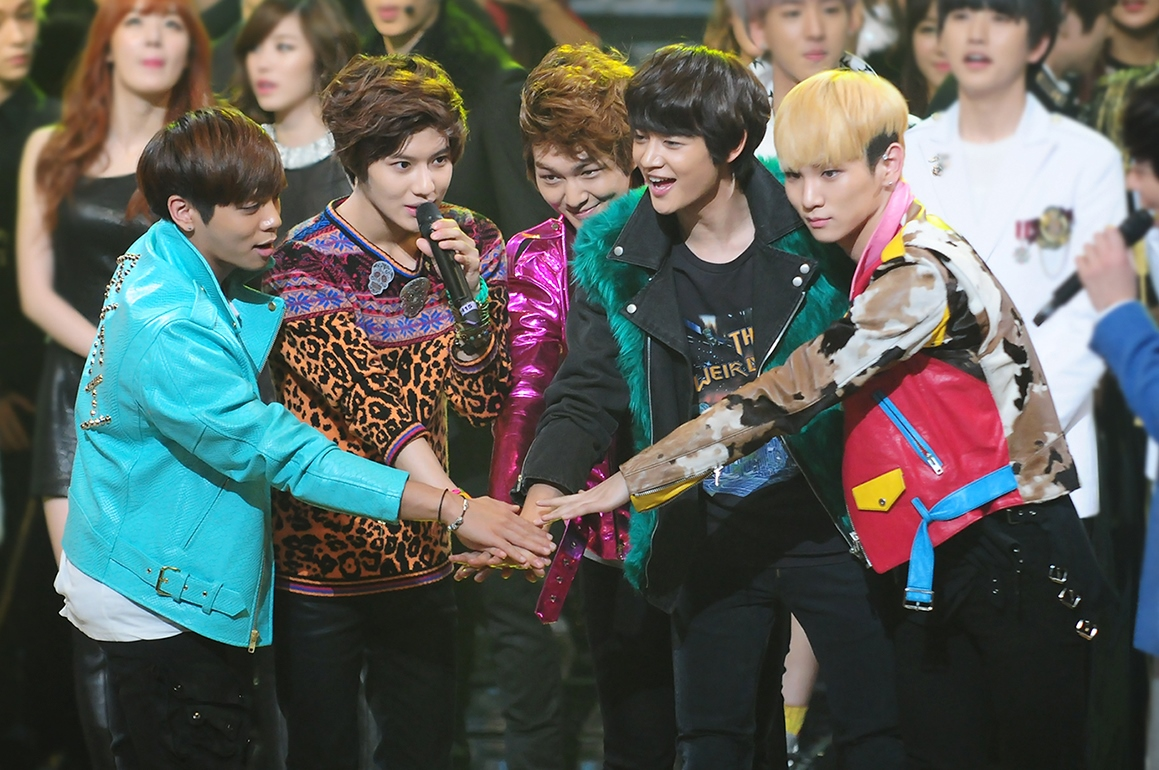
Shinee 2012 MBC Gayo Daejejeon

### SHINee
V roce 2008 byl Taemin vybrán jako člen SHINee. Skupina měla oficiální premiéru 25. května 2008, v programu SBS Inkigayo.

### Další
Dne 19. září 2012 Taemin vydal své první OST, „U“, jako drama To The Beautiful You. 16. října 2012 bylo oznámeno, že se Taemin spolu s Eunhyukem a Henrym ze skupiny Super Junior, Hyoyeon z Girls' Generation a s Kaiem a Luhanem ze skupiny EXO zúčastní jako šestičlenný taneční tým pro Veloster s písní „Maxstep“, z alba ze spolupráce mezi SM Entertainment a Hyundai. Video ukázka z písně byla vidět na PYL Younique 17. října, 2012.
V červnu 2013 vystupoval s Henrym a Kyuhyunem (Super Junior) se sólo písní „Past“. V prosinci téhož roku se podílel na soundtracku seriálu Prime Minister and I, „Steps“. Píseň byla oficiálně představena dne 7. ledna 2014.
Dne 1. června vydal píseň "That Name" ve spolupráci s Jonghyunem (SHINee) pro OST na KBS2 pro Who Are You: School 2015. Song debutoval na 36. místě na Gaon Singles Chart.

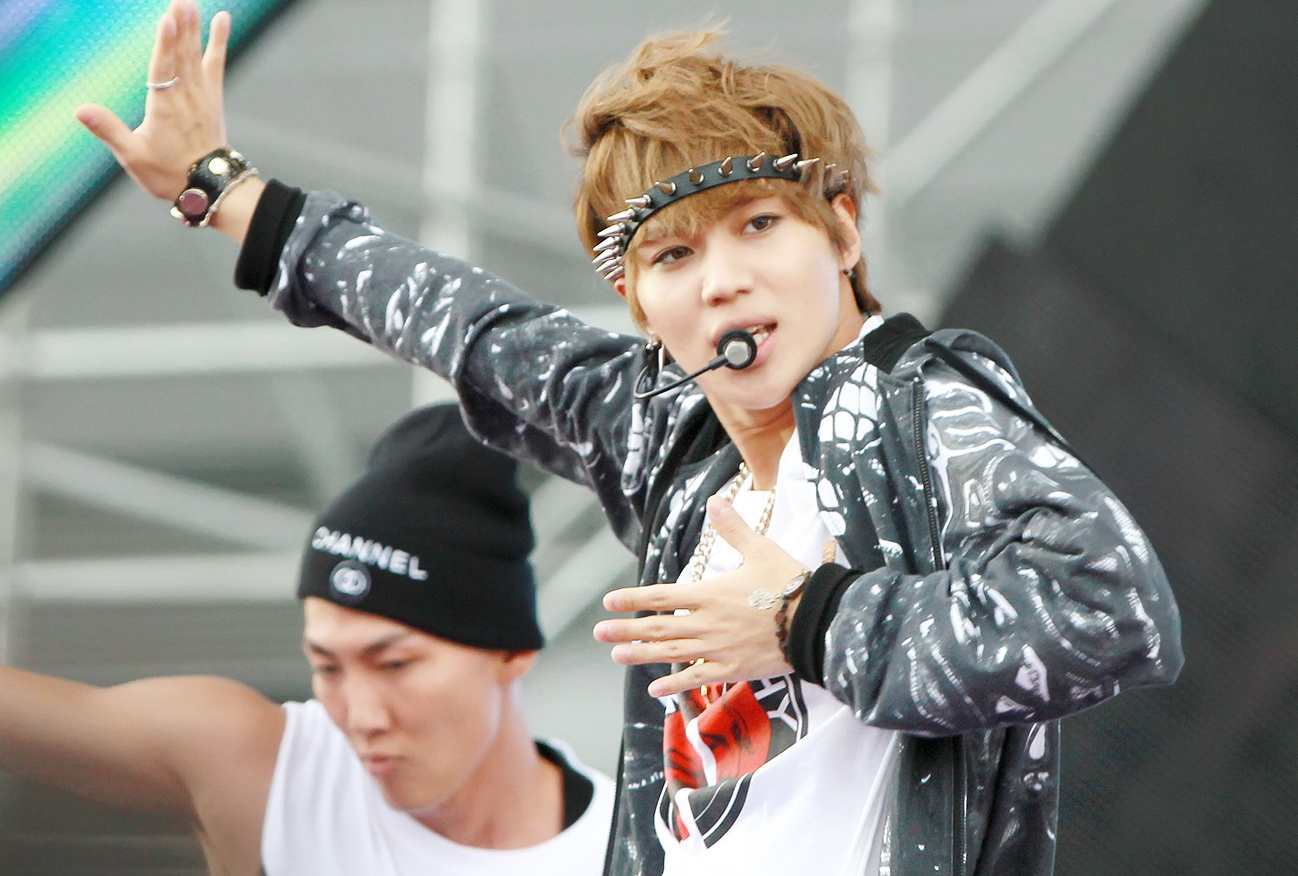
I Tche-min 2013 Hong Kong Dome Festival 06

### Herectví
Taemin v roce 2009 v MBC vystupoval v komedii Tae Hee, Hye Kyo, Ji Hyun jako Junsu.
V prosinci 2011 se Taemin zúčastnil jako dabér pro korejský animovaný film s názvem Outback jako hlavní postava, Johnny bílá koala, spolu s kolegyní Sunny (Girls' Generation).

### Televizní pořady
V roce 2009 se objevil v televizních pořadech jako např. Idol Maknae Rebellion vedle kolegů Onew, Jonghyun a Key (SHINee) v několika epizodách, spolu se členy dalších skupin, včetně umělců Dongho, Shorry J, Jinwoon, Yunhwa, Seunghyun a Mir.
V dubnu 2013 SM Entertainment oznámila, že Taemin bude se Son Na-Eun ze skupiny A-Pink hrát pár v reality show „We Got Married“, kterým nahradili předchozí pár Kwanghee a Sunhwa.
Dne 8. února 2014 se vrátil s Immortal Song 2, kde nazpíval píseň „Wait a Minute“ jako Joo Hyun-mi.
3. února 2015 byl potvrzen pro obsazení do první sezóny „Match Made in Heaven Returns“. Dne 23. března byla oznámena jeho účast v estrádě Off to School.

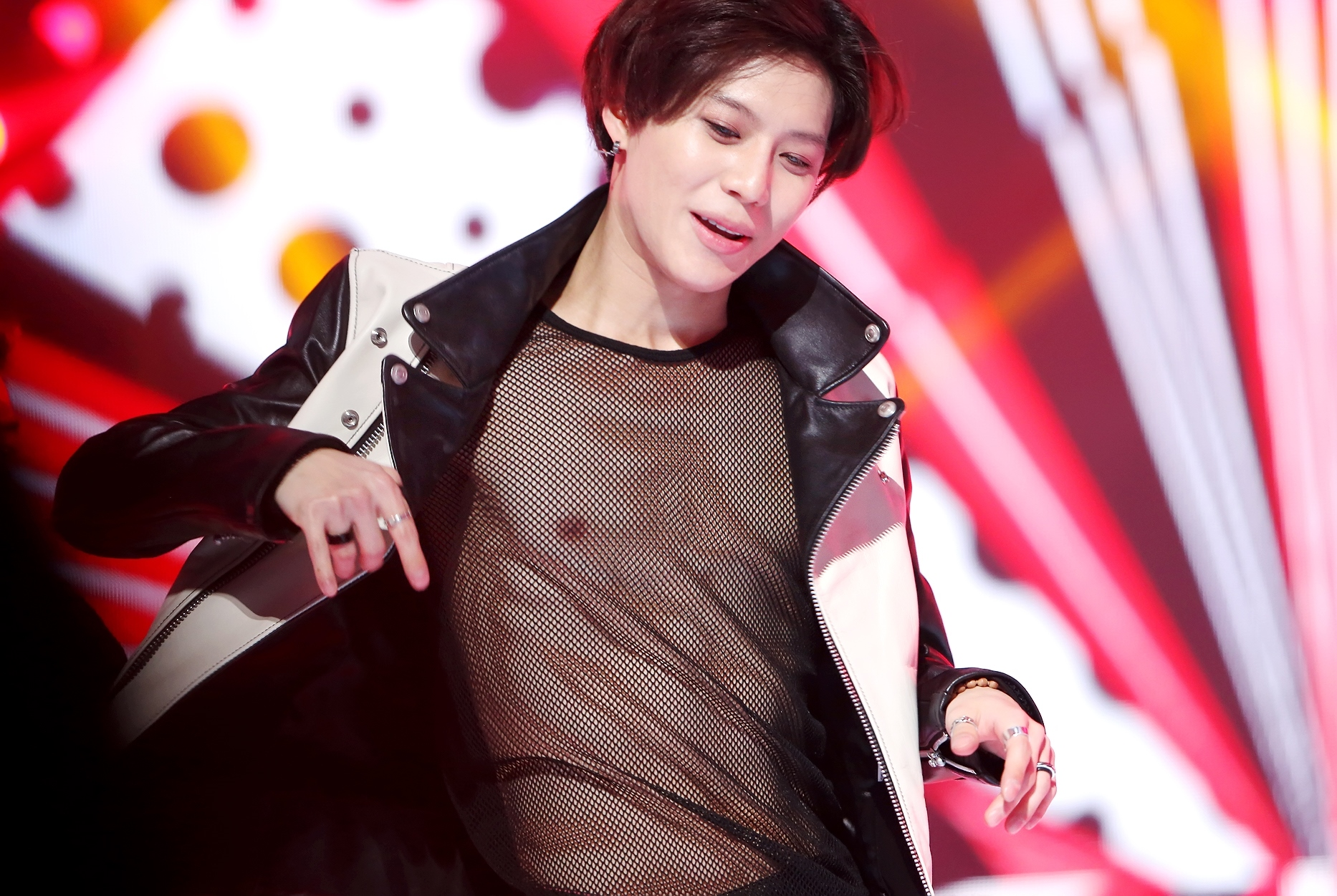
Taemin 2014 MBC Gayo Daejejeon 17

### Sólový debut
Dne 25. července bylo oznámeno, že Taeminův oficiální sólový debut vyjde v srpnu. Oficiální hudební videoklip pro jeho titulní píseň "Danger" vyšel 15. srpna. Dne 18. srpna vydal I Tche-min své sólové mini album "Ace", které obsahuje šest písní.
V září roku 2015 se tvrdilo, že se Taemin připravuje na sólový comeback, který krátce poté potvrdil také na koncertu sám.
Dne 23. února, 2016 se vrátil se s jeho prvním albem „Press it“, které obsahuje celkem deset skladeb, včetně titulní skladby „Press Your Number“, na které se podílel známý zpěvák Bruno Mars.
Jeho japonský debut v podobě mini alba „Solitary Goodbye“ vyšlo 27. června 2016. Na albu jsou 4 nové japonské písně a japonská verze „Press Your Number“.
V září 2017 se objevil v japonském krimi dramatu Final Love: Even If You Disappear Tomorrow, pro který vytvořil i oficiální soundtrack.
Taeminovo druhé album Move bylo vydáno v říjnu 2017, které obsahuje i jeho dosud největší hit „Move“. Album se umístilo na druhém místě na Gaon Album Chart a na třetím místě Billboard World Albums Chart. V prosinci téhož roku měl vystupovat na KBS Song Festivalu, ale kvůli úmrtí svého kolegy ze SHINee Jonghyuna svoji účast zrušil.
Dne 5. listopadu 2018 vydal své třetí album Taemin. Dne 11. února 2019 vydal své druhé korejské EP Want.